# Artefacto flotante

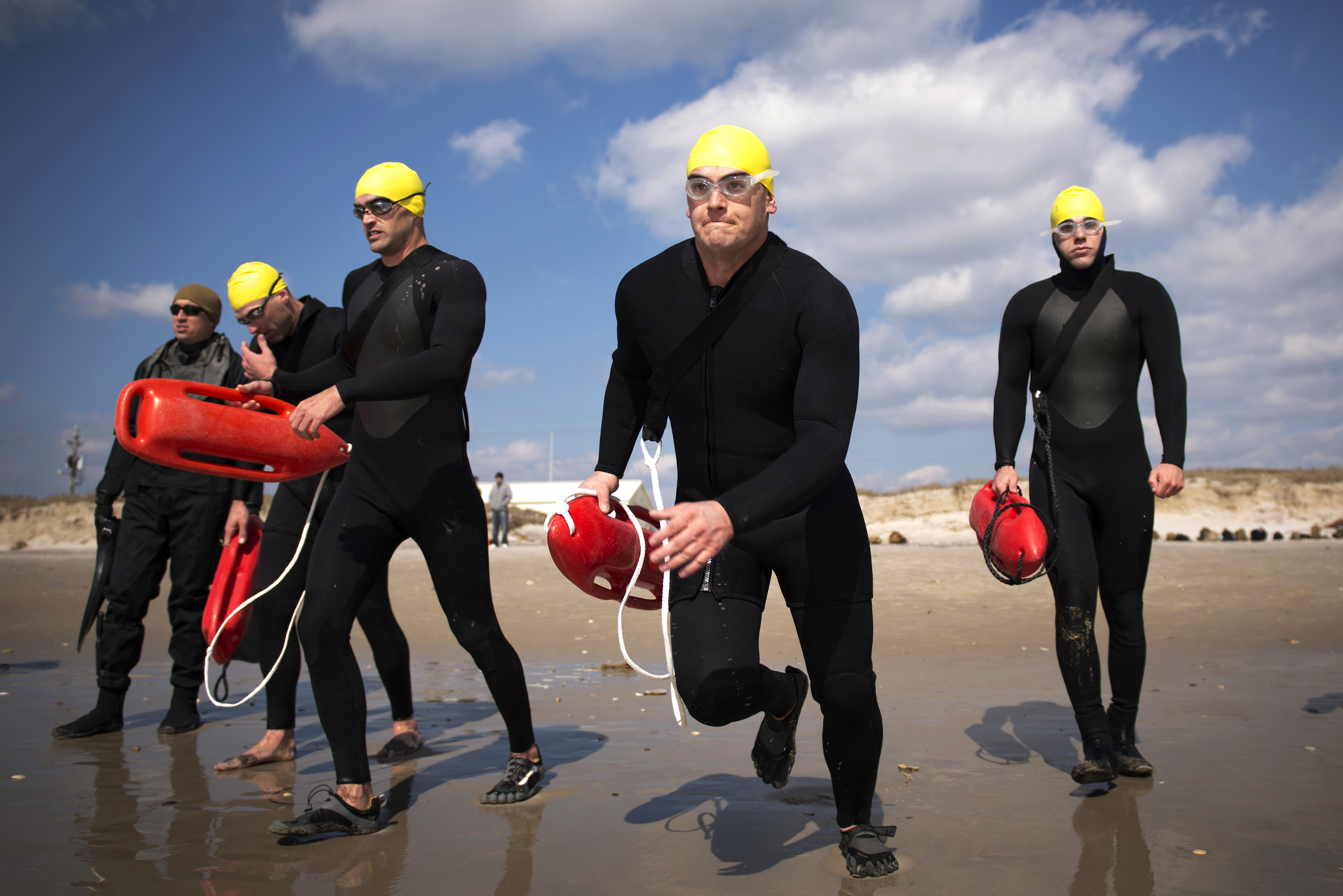
Los estudiantes de la Infantería de Marina se dirigen al océano en Onslow Beach en Camp Lejeune, Carolina del Norte, como parte de los simulacros de rescate en aguas abiertas durante un curso de Instructor de Supervivencia en el Agua del Cuerpo de Marines el 8 de marzo de 2013

En la legislación náutica española se considera artefactos flotantes (o de playa) a:
- Piraguas, kayacs y canoas sin motor
- Patines de pedales o provistos de motor con potencia inferior a 3,5 kW
- Tablas a vela
- Tablas deslizantes con motor, las embarcaciones de uso individual y otros ingenios similares a motor.
- Instalaciones flotantes fondeadas